# Yū Takahashi
Yū Takahashi (高橋 優?, Takahashi Yū; Yokote, 26 dicembre 1983) è un cantautore giapponese.

## Biografia
Nato a Yokote, nella prefettura di Akita, in Giappone, Takahashi ha iniziato a suonare la chitarra elettrica nell'ultimo anno delle scuole medie, e durante gli anni delle scuole superiori è stato per due anni il cantante di una band tributo. Nello stesso periodo ha comprato una chitarra acustica, iniziando a comporre brani. Dopo lo scioglimento del suo gruppo si è trasferito a Sapporo, dove ha frequentato l'università. Ha fatto parte di una band anche in quel di Sapporo, prima che anche questa si sciogliesse, facendogli maturare la decisione di intraprendere la carriera da solista.
Nel febbraio 2002 Takahashi ha pubblicato il suo primo album, autoprodotto, dal titolo Sepia, il quale è stato distribuito in una tiratura di sole 200 copie. Nei successivi cinque anni ha poi tenuto diversi concerti a Sapporo; nel gennaio 2004 era solito esibirsi cinque volte a settimana come artista di strada. Nel 2007 ha pubblicato il suo secondo album, Mugon no bōryoku, in una tiratura di 500 copie. L'album ha ottenuto discreto successo a Sapporo, piazzandosi alla posizione numero 1 della Sapporo Stellar Place HMV nella categoria pubblicazioni indipendenti in-store. A questo è seguito il suo primo concerto solista, davanti a 200 persone al Sapporo Colony. Nel 2007 Takahashi ha iniziato a tenere una serie di concerti mensili, tenutisi all'interno di vari negozi di CD musicali da lui affittati, la cui capacità permetteva la presenza di sole trenta persone alla volta.
Dopo essersi trasferito a Tokyo nel 2008, Takahashi ha pubblicato il suo terzo album autoprodotto, Agura, distribuito solamente in occasione dei suoi concerti. Nello stesso periodo è stato scritturato dall'agenzia di talenti Amuse, oltre a essere notato da Michihiko Yanai, creatore delle campagne promozionali No Music, No Life!? e Kaze to rock della Tower Records. Ciò ha permesso a Takahashi di pubblicare nel maggio 2009 il suo primo singolo indipendente, Kodomo no uta, a cui è seguita la pubblicazione dell'EP Bokura no Heisei rock 'n' roll, prodotto dallo stesso Yanai. L'EP ha raggiunto la posizione numero 262 della classifica Oricon.
Nel 2010 Takahashi ha firmato un contratto con la major Warner Music Japan, debuttando sotto la nuova etichetta con il singolo Subarashiki nichijō. Grazie ai frequenti passaggi in radio, il singolo si è piazzato alla posizione numero 5 della classifica Billboard Japan Hot 100 di Billboard, nonostante avesse raggiunto solo la posizione numero 57 della classifica settimanale della Oricon. Il suo secondo singolo, Honto no kimochi, è stato utilizzato come tema musicale del dorama Q10 della NTV, mentre Hi wa mata noboru, pubblicato come ottavo singolo nel 2012, è stato scelto come tema musicale del film The Kirishima Thing di Daihachi Yoshida.

## Discografia

### Album
- 2002 - Sepia
- 2007 - Mugon no bōryoku
- 2008 - Agura
- 2011 - Real Time Singer Songwriter
- 2012 - Kono koe
- 2013 - Break My Silence
- 2014 - Ima, soko ni aru meimetsu to gunjō

### EP
- 2010 - Bokura no Heisei rock 'n' roll
- 2012 - Bokura no Heisei rock 'n' roll 2

### Singoli
- 2009 - Kodomo no uta
- 2010 - Subarashiki nichijō
- 2010 - Honto no kimochi
- 2011 - Fukuwarai
- 2011 - Genjitsu to iu na no kaibutsu to tatakau monotachi
- 2011 - Ta ga tame ni kane wa naru
- 2011 - Dare mo inai daidokoro
- 2012 - Sotsugyō
- 2012 - Hi wa mata noboru
- 2013 - (Where's) The Silent Majority?
- 2013 - Onaji sora no shita
- 2014 - Pioneer
- 2014 - Tabibito
- 2014 - Taiyō to hana
- 2015 - Ashita wa kitto ii hi ni naru

### Album video
- 2012 - Takahashi Yū Live Tour: Kono koette dare? Takahashi Yū janai? 2012 at Shibuya Kōkaidō 2012.7.1
- 2013 - Takahashi Yū Music Video-shū 2009-2013: Danyū
- 2014 - Takahashi Yū 2013 Nippon Budōkan: You Can Break the Silence in Budokan